# René Touzet (homme politique)
Pour les articles homonymes, voir René Touzet et Touzet.
René Touzet (6 juillet 1918 à Chasseneuil (Indre) - 18 novembre 1982 à Paris) est un homme politique français de centre-gauche. Il fut sénateur de l'Indre et maire de Chasseneuil.

## Biographie
Il effectue son service militaire à Dijon à partir de novembre 1938. Lors de la bataille de France, il est fait prisonnier le 29 mai 1940 et est interné à Loos-lès-Lille puis transféré dans un stalag d'où il s'évade en août 1942. Il est repris à Bitche (Moselle) et interné au stalag 7A d'où il est libéré par les Américains et renvoyé en France le 16 juin 1945. Il sera naturellement président de la section locale des Anciens Combattants Victimes et Prisonniers de Guerre (ACVPG).
Gérant jusqu'au 31 mars 1973 de la société Bertias et Touzet carrières, usine à chaux installée à Chasseneuil, au lieu-dit Le Terrier de Neuville, il est également déclaré comme exploitant agricole et membre à ce titre de la section Agriculture de la commission de développement économique régional du Centre.
Président du Syndicat intercommunal d'électrification de la région d'Argenton-sur-Creuse puis président du Syndicat départemental d'électrification, il est également président du SIVOM de Val de Creuse moyenne. Il sera maire de Chasseneuil de 1953 à sa mort et président de l'association des maires de l'Indre après la mort de Vincent Rotinat en 1975. Conseiller général du canton d'Argenton-sur-Creuse de septembre 1973 à sa mort, il est secrétaire du conseil régional du Centre de 1972 à sa mort.
Élu sénateur le 26 septembre 1971 au 2e tour avec 306 voix sur 688 avec comme suppléant le maire radical de gauche de La Châtre, Jacques Chauvet. Officiellement « sans étiquette » il est réélu le 28 septembre 1980 au 1er tour avec 377 voix sur 674 (avec un nouveau suppléant : Guy Besse, maire de Levroux), en faisant le plein des voix de droite. Cécilia Attias sera un temps son attachée parlementaire. Président du Groupe de la Gauche démocratique au Sénat de 1981 à sa mort. Vice-Président départemental de l'UDF, il soutient Valéry Giscard d'Estaing à l'élection présidentielle de 1981.
Il meurt le 18 novembre 1982 à 64 ans à Paris. Son épouse Rolande Touzet lui succède alors comme maire de Chasseneuil.